# Paradinha
La paradinha es una particular forma de lanzar un penalti consistente en realizar una pequeña parada, sin llegar a detenerse por completo, justo antes de tocar el balón, para esperar así la reacción del guardameta y cobrar el tiro con el mismo ya vencido o en una posición incómoda para reaccionar.
La palabra proviene de un juego etimológico entre el español y el portugués, de parada en español y el diminutivo portugués inha (pronúnciese "iña"), extensamente usado en Brasil en nombres propios.
El término "paradinha" fue acuñado durante la Copa Mundial de Fútbol de 1970, cuando Pelé, al lanzar un penalti, realizó una pequeña pausa, sin detenerse por completo, antes de tirar para desequilibrar al portero rival y convertir. Esta forma de ejecutar una pena máxima se le atribuye al ingenio de Pelé, aunque él solo la hizo famosa al ejecutarla durante un partido de la Copa del Mundo. Sin embargo, el verdadero origen de la paradinha radica en el brasileño Didí. Mientras el cineasta Aníbal Massaini producía un documental sobre la vida y obra de Pelé surgió la duda con su colaborador Armando Nogueira del verdadero origen de la paradinha, pues la información de ambos no concordaba. Aníbal Massaini decidió despejar la duda consultanto al propio Pelé, que respondió:

"Quien inventó la paradinha fue Didi. Yo simplemente la copié". 

Finalmente, la FIFA, con un cambio en la normativa, prohibió la aplicación "extrema" de esta técnica, que consistía en quedarse totalmente parado antes de golpear el balón. Esta nueva regla se comenzó a aplicar en el Mundial de fútbol de 2010, disputado en Sudáfrica. Esta nueva norma especifica que se permite realizar movimientos a fin de engañar al portero durante la carrera antes de lanzar el penalti, pero no una vez terminada esta; es decir, el jugador puede amagar mientras corre, pero no una vez ya haya parado. En caso de incumplir esta norma, el lanzador puede ser sancionado con tarjeta amarilla.